# 安藤サクラ
安藤 サクラ（あんどう サクラ、1986年〈昭和61年〉2月18日 - ）は、日本の女優。
東京都出身。鈍牛倶楽部を経て、ユマニテ所属。夫は俳優の柄本佑。

## 来歴

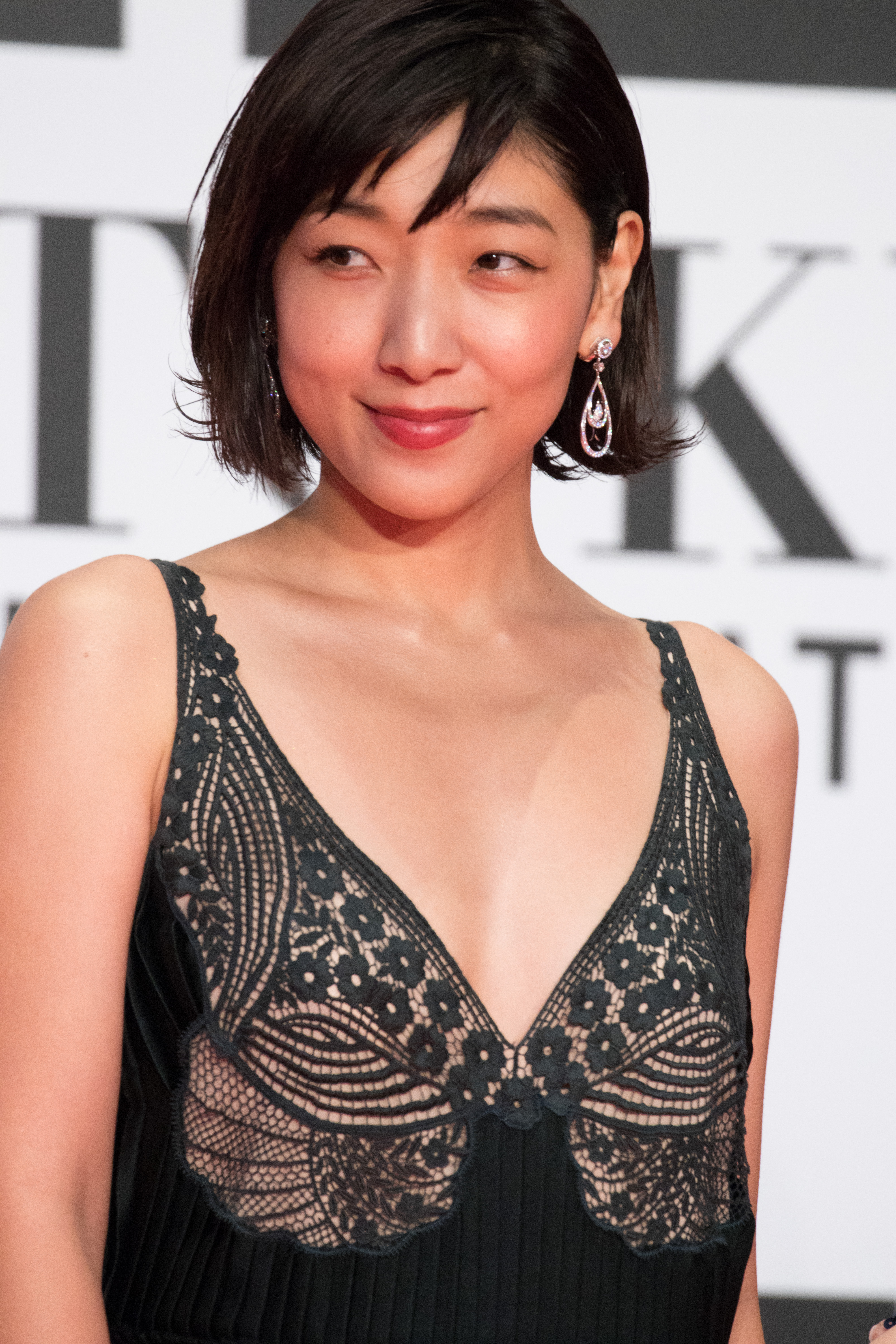
第29回東京国際映画祭にて（2016年）

父・奥田瑛二、母・安藤和津の間に次女として誕生。姉は安藤桃子。母方の曾祖父は犬養毅。5歳の時に父の舞台を見て女優になろうと決意するが、芸能一家という周りの声が気になり小学2年生のときにその夢を一旦封印。学生時代にアルバイトなどの経験を積んだ後に高校生の時に女優の道へ進む。学習院女子大学国際文化交流学部卒業。
2007年に父・奥田瑛二が監督を務める映画『風の外側』にクランクイン直前に降板した主演女優の代役として出演しデビュー。映画デビューとなった同作品には両親が出演しているほか、姉・桃子も助監督として参加している。
2009年、園子温が監督を務めた映画『愛のむきだし』で、カルト教団の勧誘員・コイケを演じ、ひと際強い存在感を発揮する。
2011年、映画『ケンタとジュンとカヨちゃんの国』を始め、立て続けに注目作に出演し、第84回キネマ旬報ベスト・テン助演女優賞を受賞。
2013年1月、映画『かぞくのくに』の演技が高く評価され、第86回キネマ旬報ベスト・テン主演女優賞を受賞。また同賞で助演女優賞を受賞。主演女優賞、助演女優賞のダブル受賞はキネマ旬報ベスト・テン開始以来初めての快挙。
2014年、姉が監督を務めた映画『0.5ミリ』と、オーディションの募集記事を見て応募した『百円の恋』で主演を務め、2年連続でキネマ旬報ベスト・テン主演女優賞をするなどその年多くの主演女優賞を受賞。翌年度第39回日本アカデミー賞では『百円の恋』で最優秀主演女優賞を受賞した。
キネマ旬報が企画したオールタイム・ベスト 映画遺産 日本映画男優・女優100（映画雑誌『キネマ旬報』創刊95周年記念）の女優ランキング第8位に選出された。
2016年4月スタートの『ゆとりですがなにか』（日本テレビ）で連続ドラマ初ヒロイン。
2017年3月3日に行われた第40回日本アカデミー賞にて西田敏行とともに司会を務める。
2017年に第1子を出産し育児への専念を予定していたが、何度もオーディションに挑戦し落選していた憧れのNHK連続テレビ小説のヒロインのオファーが届き、夫や両親、義父母の叱咤激励や、NHK側からの育児に協力するとの約束を受け、育児と撮影を両立することを決意。実に1ヶ月も悩んだ末にオファーを受諾し、2018年10月1日より放送の『まんぷく』のヒロイン・立花福子を演じることとなった（ヒロインとしては初めてだが、連続テレビ小説そのものに関しては既に2011年の『おひさま』で初出演している）。1月のヒロイン発表では連続テレビ小説史上初の「ママさんヒロイン」と紹介された（安藤と同様にヒロイン決定時に既婚者だった女優には過去に南田洋子やシャーロット・ケイト・フォックスなどがいる。更に子持ちであった女優は後に『カムカムエヴリバディ』でヒロインを務めた川栄李奈も該当する）。NHKの働き方改革も背景にNHK大阪放送局内にキッズスペースが開設されるなどのサポートが提供され、ほぼ毎日子供をNHKに連れての撮影に臨む。
2018年、リリー・フランキーとW主演した映画『万引き家族』が第71回カンヌ国際映画祭にてコンペティション部門で最高賞のパルムドールを受賞し、女優としても高い評価を得た。国内では数々の主演女優賞を受賞し、第92回キネマ旬報ベスト・テンと第73回毎日映画コンクールではその年、別の映画に主演した夫の柄本とともに夫婦で主演賞に輝いた。
2019年、『いだてん〜東京オリムピック噺〜』（NHK）に10月27日から出演し、大河ドラマ初出演となった。

## 人物

### 趣味嗜好
ウルフルズやそのボーカリスト兼ソングライターであるトータス松本の大ファン。

### 女優として
女優という職業については、普段思ったことや感じたことを言葉にするのが苦手で、だからこそ脚本や監督があって身体を使って表現する職業に興味があるのかもしれないと明かす。
だらしない女性の役を演じるときは、「女優さんが汚い役を演じている」と思われるのが嫌で、本当に汚くだらしない人間になろうと心がけるが、そのために歯をガタガタにしようとした際には歯科医に断られた。
『百円の恋』では、ニートからボクサーになる主人公を演じるため、まず太ってだらしない体型を作り、撮影の後半の10日間で体を絞りプロテストに合格できるようなボクサーの体型を作っていった。
身長は160cmだが、スクリーンで見ると実際よりも大きく見られ、初めて会った人に「意外と小さいんですね」と言われることが多い。

### 評価
『愛のむきだし』に出演した際に、CNNの「まだ世界的に名前は売れていないが、演技力のある日本の俳優7人」の一人に選ばれた。
2014年12月16日キネマ旬報社刊「オールタイムベスト映画遺産 日本映画男優・女優100」ISBN 978-4873768038において8位を獲得。同企画は、キネマ旬報社95周年記念ムック本第3弾で、映画人・評論家・文化人181人のアンケート調査結果を基にランキングしたもの。同調査は1985年と2000年に次ぐ3回目。
NHK連続テレビ小説『まんぷく』の製作統括を務める真鍋斎は安藤について「幅が広く、役を憑依させる。単純に綺麗なだけでなく、物語の人物として生きることが出来、ちょっとひと味違うと思っていた」と評している。
映画『万引き家族』がカンヌ国際映画祭にてパルムドールを受賞し、安藤自身も海外メディアから高い評価を得たが、特に審査員長を務めたケイト・ブランシェットは、「もし今回の審査員の私たちがこれから撮る映画の中で、あの泣き方をしたら、安藤サクラの真似をしたと思ってください」と安藤の芝居を絶賛していた。

## 家族・私生活
母方の祖父は犬養健、曾祖父は犬養毅、再従姉は緒方貞子がいる。
以前、同じ事務所に所属していた満島ひかりとは『愛のむきだし』で共演して以来仲が良い。また、満島とは同年代であり身長・足のサイズが同じ。
2008年のあきた十文字映画祭で出会った俳優の柄本佑と、3年の交際期間を経て2012年3月14日に婚姻届を提出し結婚、佑も俳優の柄本明と角替和枝の長男にあたるため、2世俳優同士のビッグカップルとして注目を集めた。
子どもの頃から映画作りを近くで見てきたため、映画とどう向き合うか父から影響を受けてきたが、女優として大きく影響を受けたのは、同じく芸能一家の柄本家に嫁いでからだと話す。
父が監督を務めた映画『今日子と修一の場合』で、夫の柄本佑とW主演を務めた。NHK連続テレビ小説『おひさま』では、義弟の柄本時生と夫婦役、義母の角替和枝の子の妻役を演じている。父の映画に出演した際には、お店や小田急電鉄沿線で自らチラシ配りもやり営業活動をしていた。
2017年3月7日に第1子妊娠を発表、妊娠7か月で6月に出産予定とされた。映画『DESTINY 鎌倉ものがたり』撮影終了後産休に入り、同年6月27日のWebムービー『元、落語家〜話が下手な元噺家のハナシ〜』公開プレミアム上映会において夫の柄本が第1子出産を報告。性別は「内緒」とされたが、のちに安藤が女児であることを明かしている。

## 出演

### 映画
- 長い散歩（2006年、キネティック） - ウエイトレス役（脚本）
- 風の外側（2007年、ゼアリズエンタープライズ） - 真理子 役
- むずかしい恋（2008年、アステア） - アカネ 役
- 俺たちに明日はないッス（2008年、スローラーナー） - ちづ 役
- 愛のむきだし（2009年、ファントム・フィルム） - コイケ 役
- 罪とか罰とか（2009年、東京テアトル） - 耳川モモ 役
- 色即ぜねれいしょん（2009年、スタイルジャム） - 純子 役
- クヒオ大佐（2009年、ショウゲート） - 木下理香 役
- 僕らは歩く、ただそれだけ（2009年動画公開/劇場未公開作品[32]） - 主演・みゆき 役
- すべては海になる（2010年、東京テアトル） - 小島小鳥 役
- スイートリトルライズ（2010年、ブロードメディア・スタジオ） - 美也子 役
- ケンタとジュンとカヨちゃんの国 （2010年、リトルモア） - カヨ 役
- SR サイタマノラッパー2 女子ラッパー☆傷だらけのライム （2010年、ティ・ジョイ） - ミッツー 役
- トルソ（2010年、トランスフォーマー） - ミナ 役
- ライフライン（2011年） - ホイ 役
- 愛と誠（2012年、角川映画 / 東映） - ガムコ 役
- かぞくのくに（2012年、スターサンズ） - 主演・リエ 役
- その夜の侍（2012年、ファントム・フィルム） - ミカ 役
- きいろいゾウ（2013年、ショウゲート） - カンユ 役（声の出演）
- ペタル ダンス（2013年、ビターズ・エンド） - 素子 役
- 今日子と修一の場合（2013年、彩プロ） - 主演・今日子 役
- 家路（2014年、ビターズ・エンド） - 美佐 役
- 春を背負って（2014年、東宝） - 中川ユリ 役
- 0.5ミリ（2014年、彩プロ） - 主演・山岸サワ 役
- 百円の恋（2014年） - 主演・一子 役
- 娚の一生（2015年、ショウゲート） - 秋本岬 役
- 白河夜船（2015年） - 主演・寺子 役
- ディアスポリス -DIRTY YELLOW BOYS-（2016年） - 夢子 役
- 島々清しゃ（2017年） - 祐子 役[33]
- 追憶（2017年、東宝） - 仁科涼子 役[34]
- 奥田民生になりたいボーイと出会う男すべて狂わせるガール（2017年、東宝） - 美上ゆう 役[35]
- DESTINY 鎌倉ものがたり（2017年、東宝） - 死神 役
- 万引き家族（2018年、ギャガ） - 柴田信代 役
- 妖怪大戦争 ガーディアンズ（2021年8月13日、東宝 / KADOKAWA） - 姑獲鳥 役
- 殺すな（2022年1月28日、時代劇専門チャンネル） - お峯 役
- ある男（2022年11月18日、松竹） - 谷口里枝 役
- 怪物（2023年6月2日、東宝 / ギャガ） - 主演・早織 役[36]
- BAD LANDS バッド・ランズ（2023年9月29日、東映 / ソニー・ピクチャーズエンタテインメント） - 主演・橋岡煉梨（ネリ） 役[37]
- ゆとりですがなにか インターナショナル（2023年10月13日、東宝） - 坂間茜 役[38]
- ゴジラ-1.0（2023年11月3日、東宝） - 太田澄子 役[39]

### テレビドラマ
- 女帝 第5話 - （2007年、朝日放送・テレビ朝日） - ホステス 役
- 風の果て（2007年10月 - 12月、NHK総合・NHK木曜時代劇） - 桑山満江 役
- Room Of King（2008年10月 - 11月、フジテレビ） - 石井清美 役
- チャンス!〜彼女が成功した理由〜（2009年3月、フジテレビ） - 澄田今日子 役
- 探偵Xからの挑戦状! Season2 殺人トーナメント（2009年11月、NHK総合） - 新海亜希 役
- 野田ともうします。 シリーズ（2010年10月 - 2011年4月、NHKワンセグ2） - 部長 役
  - 野田ともうします。 シーズン2（2011年10月 - 2012年3月、NHKワンセグ2）
  - 野田さんとメリークリスマス（2011年12月、NHKワンセグ2）
  - 野田ともうします。 シーズン3（2012年10月 - 2013年2月、NHKワンセグ2）
- それでも、生きてゆく（2011年7月 - 9月、フジテレビ） - 臼井紗歩 役
- 連続テレビ小説（NHK総合）
  - おひさま（2011年8月） - 宮本ミツ 役
  - まんぷく（2018年10月1日 - 2019年3月30日） - 主演・立花福子 役[40]
  - なつぞら（2019年9月13日 - 14日）  - 語り（劇中アニメーション）
- 連続ドラマW 贖罪 第3話「くまの兄妹」（2012年1月22日、WOWOW） - 高野晶子 役
- 3夜連続スペシャルドラマ ブラックボード〜時代と戦った教師たち〜 第1夜（2012年4月5日、TBS） - 高原静子 役
- ATARU CASE4（2012年5月6日、TBS） - 笹井英子 役
- 金曜ロードSHOW! 特別ドラマ企画 家族、貸します 〜ファミリー・コンプレックス〜（2012年7月27日、日本テレビ） - 戸崎はづき 役
- 書店員ミチルの身の上話（2013年1月 - 3月、NHK総合） - 初山春子 役
- カラマーゾフの兄弟（2013年1月 - 3月、フジテレビ） - 黒澤詩織 役
- まほろ駅前番外地 第5話（2013年2月8日、テレビ東京） - 劇中ドラマ許嫁 役
- ペコロス、母に会いに行く（2013年2月17日、NHK BSプレミアム） - 若き日の母 役
- ラジオ（2013年3月26日、NHK総合） - 笹山ユキ 役
- ショムニ2013（2013年7月 - 9月、フジテレビ） - 安倍麗子 役
- こうのとりのゆりかご〜「赤ちゃんポスト」の6年間と救われた92の命の未来〜（2013年11月25日、TBS） - 服部純 役
- ダルマさんが笑った。（2014年3月19日、NHK BSプレミアム） - 松井美奈 役
- 55歳からのハローライフ 第3話（2014年6月28日、NHK総合） - 森本香織 役
- ゆとりですがなにか（2016年4月 - 6月、日本テレビ） - ヒロイン・宮下茜 役[41]
  - ゆとりですがなにか 純米吟醸純情編（2017年7月2日・9日、日本テレビ） - ヒロイン・坂間茜 役
- ママゴト（2016年8月30日 - 10月18日、NHK BSプレミアム） - 主演・恩地映子 役[42][43]
- カルテット 第3話（2017年1月31日、TBS） - すずめの元同僚 役（声の出演）[44]
- 魔法×戦士 マジマジョピュアーズ!（2018年4月1日 - 2019年3月24日、テレビ東京） - モコニャン役
- マンゴーの樹の下で〜ルソン島、戦火の約束〜（2019年8月8日、NHK総合） - 田宮美咲 役[45]
- だから私は推しました 第4話（2019年8月17日、NHK総合） - 目撃者 役
- 大河ドラマ いだてん〜東京オリムピック噺〜（2019年10月27日 - 、NHK総合） - 河西昌枝 役
- 孤独のグルメ Season8 特別編（2019年12月31日、テレビ東京） - 栗原軒・娘 役
- きょうの猫村さん（2020年4月 - 9月、テレビ東京） - 怖がりの奥さん 役
- 流行感冒（2021年4月10日、NHK BSプレミアム） - 志賀春子 役[46][47]
- 旅屋おかえり シリーズ- 主演・丘えりか 役
  - 旅屋おかえり（2022年1月25日 - 28日、NHK BSプレミアム）[48][49]
  - 旅屋おかえり「長野編」「兵庫編」（2023年1月30日 - 2月2日、NHK BSプレミアム）[50]
- ブラッシュアップライフ（2023年1月8日 - 3月12日、日本テレビ） - 主演・近藤麻美 役[51][52]
- ホットスポット 第8話（2025年3月2日、日本テレビ） - 高橋弘子 役[53]　※特別出演

### 舞台
- ソフィストリー -詭弁-（2006年8月 - 9月、シアター1010） - デビー 役
- 恋する妊婦（2008年2月、作・演出:岩松了、シアターコクーン）
- 裏切りの街（2010年、作・演出:三浦大輔）
- 千に砕け散る空の星（2012年）

### ドキュメンタリー
- 情熱大陸 桜庭一樹篇（2008年2月24日、毎日放送） - 作品を朗読
- ボクらの時代（2010年5月9日、フジテレビ） - 父・姉と共演
- にっぽん原風景紀行（2012年1月6日・13日、BSジャパン） - 旅人
- ノンフィクションW「映画で国境を超える日〜映像作家・ヤン ヨンヒという生き方〜」（2013年1月25日、WOWOW）
- ザ・ノンフィクション「渋谷黄昏ぱらだいす〜2013 愛と想い出の街〜」（2013年4月21日、フジテレビ） - ナレーション
- 極私的ドキュメント にっぽんリアル「母になる」（2014年6月1日、NHK BSプレミアム）

### 劇場アニメ
- 屋根裏のラジャー（2023年12月15日公開、東宝） - リジー 役[54]

### CM
- 資生堂
  - TSUBAKI「日本女性・08秋」篇（2008年） / 「進化実感」篇（2009年）
  - BENEFIQUE（ベネフィーク）（2020年9月 - ） ※ミューズ就任
  - 150周年企業広告「美しさとは、人のしあわせを願うこと。」篇 （2022年1月 - ）[55]
- NTTドコモ 「iコンシェルジュ 食べログ&終電情報」篇（2010年）
- アステラス製薬 「120文字のアステラス」篇（2010年） - ナレーション
- NTTコミュニケーションズ 050plus LINK YOUR VOICE（2011年）
- 東京ガス 食CMシリーズ「おてつだい券」篇（2011年）
- 全日本空輸 ANA ココロノツバサ「デリー」篇（2012年）
- ダイハツ工業 「くらしの真ん中で 父と娘」篇（2013年）
- キユーピー 「動くレシピブック　ズッキーニ」篇・「動くレシピブック　パプリカ」篇（2014年） - ナレーション
- ユニクロ アウターウェア「アウターは、あなただ」篇（2015年） - 姉・安藤桃子と共演
- 日野自動車 日野・デュトロ「月面」編（2019年）[56]
- 象印 「象印三姉妹」TV-CMシリーズ（2020年5月 - ） - 奈緒、箭内夢菜と共演[57][58] - 長女役
- 積水ハウス（2021年6月 - ）[59]
- サントリー食品インターナショナル「クラフトボス」（2023年9月 - ） - 役所広司、神木隆之介、柳楽優弥と共演[60]
- マイナビ「マイナビスカウティング」（2024年1月 - ）[61]

### 配信
- WEBドラマ「MAKE THE LAST WISH」（2008年）
- LISMOオリジナルドラマ「恋ばな〜スイカと絆創膏〜」（2009年）
- NTTドコモ スマートフォン動画「東京モナムール」（2011年）
- Miu Miuショートフィルムプロジェクト・女性たちの物語「SEED」（2016年） - 主演[62]

### ラジオ
- FMシアター　ラジオドラマ「あいちゃんは幻」（2016年1月30日、NHK-FM） - ミカ 役[63]

## 受賞歴
- 2009年度
  - 第31回ヨコハマ映画祭 助演女優賞（『愛のむきだし』）
  - 第24回高崎映画祭 最優秀新人賞（『愛のむきだし』）
- 2010年度
  - 第84回キネマ旬報ベスト・テン 助演女優賞（『ケンタとジュンとカヨちゃんの国』『トルソ』『SR サイタマノラッパー2 女子ラッパー☆傷だらけのライム』）
  - 第4回アジア・フィルム・アワード 助演女優賞ノミネート（『ケンタとジュンとカヨちゃんの国』）
- 2012年度
  - 第37回報知映画賞 助演女優賞（『愛と誠』『その夜の侍』）
  - 第34回ヨコハマ映画祭 助演女優賞（『愛と誠』『その夜の侍』）
  - 第86回キネマ旬報ベスト・テン 主演女優賞（『かぞくのくに』）
  - 第86回キネマ旬報ベスト・テン 助演女優賞（『愛と誠』『その夜の侍』ほか）
  - 第67回毎日映画コンクール 女優助演賞（『愛と誠』）[64]
  - 第55回ブルーリボン賞 主演女優賞（『かぞくのくに』）[65]
  - 芸術選奨新人賞 映画部門（『愛と誠』）
  - 第22回日本映画批評家大賞 主演女優賞（『かぞくのくに』）[66][67]
  - 第17回日本インターネット映画大賞 助演女優賞（『かぞくのくに』『愛と誠』『その夜の侍』）
- 2014年度
  - 第88回キネマ旬報ベスト・テン 主演女優賞（『0.5ミリ』『百円の恋』）
  - 第38回日本アカデミー賞 優秀主演女優賞（『0.5ミリ』）
  - 第29回高崎映画祭 最優秀主演女優賞（『0.5ミリ』）
  - 第69回毎日映画コンクール 女優主演賞（『0.5ミリ』）
  - 第57回ブルーリボン賞 主演女優賞（『0.5ミリ』『百円の恋』）
  - 第19回日本インターネット映画大賞 主演女優賞（『0.5ミリ』）
  - 第24回日本映画批評家大賞 主演女優賞（『0.5ミリ』『百円の恋』）
- 2015年度
  - 第39回日本アカデミー賞 最優秀主演女優賞（『百円の恋』）
- 2016年度
  - VOGUE JAPAN Women of the Year 2016[68]
- 2018年度
  - 国内
    - 第10回TAMA映画賞 最優秀女優賞（『万引き家族』『DESTINY 鎌倉ものがたり』）[69]
    - 第42回山路ふみ子映画賞 女優賞（『万引き家族』）[70][71]
    - 第40回ヨコハマ映画祭 主演女優賞（『万引き家族』）[72]
    - 第31回日刊スポーツ映画大賞・石原裕次郎賞 主演女優賞（『万引き家族』）[73]
    - 第73回毎日映画コンクール 女優主演賞（『万引き家族』）[74]
    - 第28回東京スポーツ映画大賞 主演女優賞（『万引き家族』）[75]
    - 第92回キネマ旬報ベスト・テン 主演女優賞（『万引き家族』）[76]
    - 第42回日本アカデミー賞 最優秀主演女優賞（『万引き家族』）[77]

  - 国外
    - 第23回フロリダ映画批評家協会賞 助演女優賞（『万引き家族』）[78]
    - 第3回ニューメキシコ映画批評家協会賞 助演女優賞（『万引き家族』）[79]
    - 第39回ボストン映画批評家協会賞 主演女優賞次点（『万引き家族』）[80]
- 2022年度
  - 第46回日本アカデミー賞 最優秀助演女優賞（『ある男』）[81]
- 2023年度
  - 第26回日刊スポーツドラマグランプリ 主演女優賞（『ブラッシュアップライフ』）[82]
  - 第115回ザテレビジョンドラマアカデミー賞 主演女優賞（『ブラッシュアップライフ』）[83]
  - GQ MEN OF THE YEAR 2023 ベスト・アクター賞[84]
  - 第47回日本アカデミー賞 最優秀主演女優賞（『怪物』）[85][86]
  - 第47回日本アカデミー賞 最優秀助演女優賞（『ゴジラ-1.0』）[85][86]